# Волиця (Шепетівський район)
Во́лиця, Вілька — село в Україні, в Улашанівській сільській громаді Шепетівського району Хмельницької області. Населення становить 411 осіб.

## Історія
Село належало Острозьким, з 1753 року Яблоновським. У 1848 році викуплене поміщиком Біньковським.

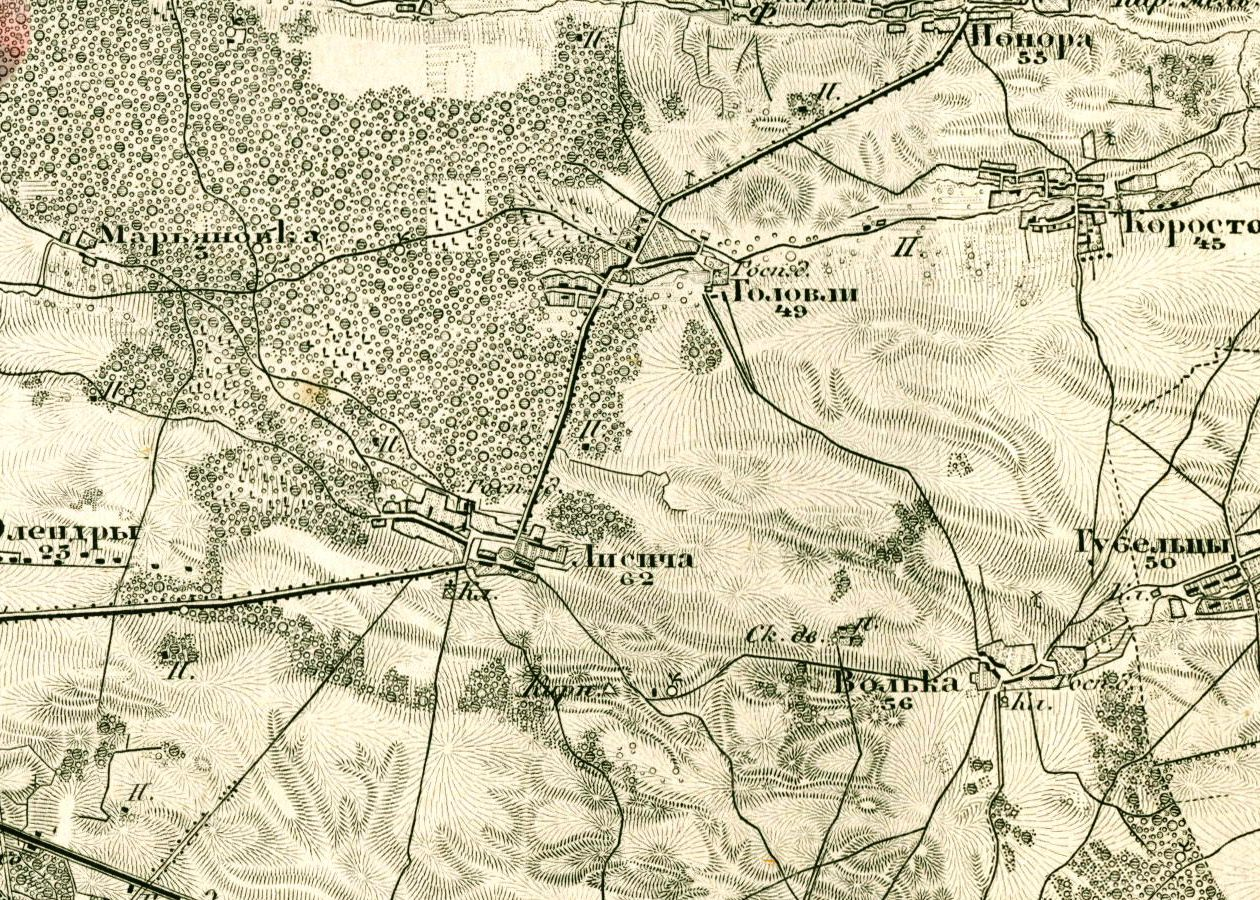
Волиця на мапі 1867 року

Відносилось до Кривинської волості, Острозького повіту, Волинської губернії.
У 1906 році село Аннопільської волості Острозького повіту Волинської губернії. Відстань від повітового міста 20 верст, від волості 7. Дворів 77, мешканців 558.
7 (20) листопада 1917 року, відповідно до Третього Універсалу Української Центральної Ради, увійшло до складу Української Народної Республіки.
Під час Голодомору 1932-33 років в селі від голоду померло 28 чоловік.
В роки Другої світової війни радянські партизани пустили під укіс два німецьких ешелони, знищили три автомашини. Нацисти за допомогу населення партизанам розстріляли у Волиці 54, у Губельцях — 48 чоловік, спалили понад 100 хат.
За проявлену під час війни мужність 70 жителів нагороджено орденами і медалями СРСР.
У Волиці була розміщена центральна садиба колгоспу «Червона зірка», за яким було закріплено 2 тисячі гектарів орної землі. Провідною галуззю господарства—рільництво та м'ясо-молочне тваринництво. Допоміжні галузі — бджільництво, овочівництво та садівництво.
Станом на 1970 рік у селі були: початкова школа, клуб, бібліотека, фельдшерсько-акушерський пункт.
12 червня 2020 року, відповідно до розпорядження Кабінету Міністрів України № 727-р «Про визначення адміністративних центрів та затвердження територій територіальних громад Хмельницької області», увійшло до складу Улашанівської сільської територіальної громади.
19 липня 2020 року, в результаті адміністративно-територіальної реформи та ліквідації Славутського району, село увійшло до складу новоутвореного Шепетівського району.

## Символіка
Затверджена 15 вересня 2015 р. рішенням № 2/2015 LVII сесії сільської ради IV скликання.

### Герб
Щит розтятий, у правому зеленому полі Святий Миколай в срібному одязі з золотим шитвом, у єпископській митрі, у правій руці тримає золотий єпископський жезл, у лівій — золоту розкриту Біблію; у лівому золотому полі червоний птах Фенікс. Щит облямований золотим декоративним картушем і увінчаний золотою сільською короною. Унизу картуша напис «Волиця» і дата «1593».
Зелений колір — символ поля і лісу. Святий Миколай — символ Свято-Миколаївського храму, покровитель села. Птах Фенікс — символ відродження села, яке було спалене в роки Великої Вітчизняної війни. Корона означає статус населеного пункту. 1593 — рік першої писемної згадки про село.

### Прапор
Квадратне полотнище складається з двох рівношироких вертикальних смуг, на жовтій від древка три зелених листка липи, вільна смуга — зелена.
Три листка липи — символ старовинного парку Липинських, що існував колись в селі.

## Населення
Згідно з переписом УРСР 1989 року чисельність наявного населення села становила 532 особи, з яких 248 чоловіків та 284 жінки.
За переписом населення України 2001 року в селі мешкало 406 осіб. 100 % населення вказало своєю рідною мовою українську мову.
Станом на 1 січня 2011 року в селі проживала 301 особа, у тому числі дітей дошкільного віку — 22, шкільного віку -34, громадян пенсійного віку — 113, працюючих громадян — 61.

## Відомі люди
У селі народилися українські мовознавці Гуйванюк Ніна Василівна та Царук Олександр Васильович.